# Quirós (Asturien)
Quirós ist eine spanische Gemeinde (conceyu in Asturien, entspricht dem municipio im übrigen Spanien) in der autonomen Region Asturien. Es grenzt im Norden an Santo Adriano und Morcín, im Süden an Lena und die Provinz León, im Westen an Proaza und Teverga sowie im Osten an Riosa. Der Hauptort und Sitz der Gemeindeverwaltung ist Bárzana.

## Geschichte

### Antike
Zahlreiche Funde aus der Jungsteinzeit belegen die frühe Besiedelung der Gemeinde. Dolmen und Wallburgen bei La Cobertoria und die Kupfermine bei Aramo zeugen auch von der wirtschaftlichen Bedeutung im Neolithikum.

### Romanisierung
Während der Besetzung Iberiens durch das römische Reich, war auch die Region um Quiros von Bedeutung, wie noch viele Namensgebungen von Orten belegen. Erst der Einfall der Westgoten und die Eroberung Spaniens durch die Mauren lassen diese Region etwas aus dem Gesichtsfeld der Zeit verschwinden.

### Königreich Asturien
In der Zeit des Königreiches Asturien wurde Quiros per Dekret von Ordoño I. dem Erzbistum Oviedo unterstellt. Im 16. Jahrhundert wurde Quiros durch Philipp II. im Einvernehmen mit Papst Gregor XIII. das Gemeinderecht verliehen und somit aus der weltlichen Verwaltung des Erzbistums entlassen.

## Wappen
- Oben: das Engelskreuz
- links unten: bezieht sich auf das Kastell Alba in Quirós
- rechts unten: das Wappen der Familie Quirós, eine einflussreiche Familie im Mittelalter

## Wirtschaft
| TOTAL | 250 | 100   |
| Ackerbau, Viehzucht und Fischerei                                                                             | 118 | 47,20 |
| Industrie | 10  | 4,00  |
| Bauwirtschaft                                                                                                 | 16  | 6,40  |
| Dienstleistungsbetriebe                                                                                       | 106 | 42,40 |
| * Daten aus dem Statistischen Amt für Wirtschaftliche Entwicklung in Asturien, Stand 2009 (PDF; 116 kB) SADEI |     |       |

## Politik
| Partei       | 1979 | 1983 | 1987 | 1991 | 1995 | 1999 | 2003 | 2007 | 2011 | 2015 |
| ------------ | ---- | ---- | ---- | ---- | ---- | ---- | ---- | ---- | ---- | ---- |
| PSOE         | 3    | 3    | 6    | 6    | 6    | 6    | 5    | 5    | 5    | 7    |
| IDEAS        |      |      |      |      |      |      |      |      | 2    |      |
| PCE / IU-BA  | 4    | 6    | 3    | 2    | 2    | 1    | 3    | 2    | 2    | 2    |
| CD / AP / PP |      | 2    |      | 1    | 1    | 2    | 1    | 2    |      |      |
| UCD / CDS    | 4    |      |      |      |      |      |      |      |      |      |
| Total        | 11   | 11   | 9    | 9    | 9    | 9    | 9    | 9    | 9    | 9    |

## Parroquias
Quiros ist in 13 Parroquias unterteilt.
- Arroxo
- Bárzana
- Bermiego
- Casares
- Cienfuegos
- Las Agüeras
- Lindes
- Llanuces
- Muriellos
- Nimbra
- Pedroveya
- Ricabo
- Salcedo

## Sehenswürdigkeiten
Eine Vielzahl von Baudenkmälern aus teilweise romanischer Zeit sowie Nekropolen und Wallburgen finden sich im gesamten Gemeindegebiet. Besonders hervorzuheben ist das Ethnographische Museum, das einen Überblick über die Geschichte und Volkskunst der Gemeinde zeigt.